# Suicide chez les vétérinaires
Vous n'êtes pas seul(e). Si vous avez des pensées suicidaires, il existe dans chaque pays des associations ou organismes d'écoute et d'aide, que vous pouvez contacter par téléphone (généralement 24/24 h, 7/7 jours, de manière anonyme). En France : 3114 ; en Belgique : 0800 32 123 ; en Suisse : 143 ; au Québec : 1-866-APPELLE (1-866-277-3553). En cas d'urgence absolue, contactez par téléphone les services de secours (police, pompiers…) de votre pays.
Dans les pays où il est étudié, le taux de suicide dans la profession vétérinaire présente une valeur très supérieure à celui de la population générale, y compris par rapport à celui des autres professions de santé. Ce phénomène est expliqué par les caractéristiques propres au métier de médecin vétérinaire susceptibles d'entraîner dépression, anxiété, et épuisement, ainsi que par certains traits psychologiques pouvant être plus couramment retrouvés parmi les personnes qui exercent cette profession.

## Épidémiologie
Le suicide chez les vétérinaires a été étudié aux États-Unis, en Norvège, en Australie, et au Royaume-Uni. La majorité des études et enquêtes sur le sujet montrent que les médecins vétérinaires sont plus susceptibles d'avoir des idées suicidaires et de passer à l'acte que la population générale.

### Allemagne
Les idées suicidaires sont deux fois plus fréquentes chez les vétérinaires que dans la population générale, tandis que le passage à l'acte est six à sept fois plus fréquent chez les vétérinaires.

### Canada
Le taux de suicide est 2,9 fois plus élevé chez les médecins vétérinaires que dans la population générale. 15 suicides survenus en 15 ans sont rapportés par l'association des médecins vétérinaires du Québec (AMVQ).
Une étude réalisée par l'association canadienne des médecins vétérinaires (ACMV) montre que 9 % des répondants avaient déjà fait une tentative de suicide et que 19 % avaient eu des idées suicidaires.

### États-Unis
Une étude publiée en 2019 dans l'American Veterinary Medical Association et portant sur les suicides chez les vétérinaires entre 1979 et 2015 rapporte 326 décès par suicide imputables à l'exercice de la profession, majoritairement d'hommes (82 %). Le taux de suicidalité y est 2,1 (pour les hommes) et 3,5 (pour les femmes) fois supérieur à celui de la population générale.
Une enquête de 2015 du Center for Disease Control and Prevention (CDC) rapporte que 14,4 % des hommes vétérinaires et 19,1 % des femmes vétérinaires avaient eu des idées suicidaires, et que respectivement 1,1 et 1,4 % d'entre eux avaient déjà réalisé une tentative de suicide. Le taux d'idées suicidaires est plus élevé chez ces vétérinaires répondants que dans la population générale, mais le passage à l'acte est plus faible que la norme.

### France
Une enquête réalisée par l'université de Bourgogne Franche-Comté pour le conseil national de l'ordre des vétérinaires en 2019 et publiée en 2022 montre que sur 3 244 personnes répondantes, 4,8 % des vétérinaires enquêtés avaient eu des pensées suicidaires la semaine précédant l'enquête, tandis que 18,4 % supplémentaires en avaient occasionnellement.

## Origines et facteurs de risque
Parmi les raisons avancées pour lesquelles les vétérinaires seraient particulièrement exposés au risque de suicide, figurent la dépression, le burn-out, le stress, le type de sélection lors des études, mais aussi le contexte spécifique lié à l'exercice de la profession.

### Stress et santé mentale
80 % des vétérinaires britanniques trouvent leur profession stressante. Les facteurs de stress peuvent être multiples : isolement dans sa pratique médicale en cabinet et absence de supervision après ses études, peur des erreurs médicales, temps de travail important, relations qui peuvent être conflictuelles avec des propriétaires d'animaux etc. Le vétérinaire se situe à l'interface entre intérêts de l'animal et intérêts de l'humain, pouvant entraîner des situations difficiles quand il s'agit de respecter les volontés des propriétaires de ne pas choisir la meilleure solution concernant un animal qui souffre. Le vétérinaire se trouve aussi dans la position délicate lorsqu'il s'agit de faire un compromis entre ce qui est possible pour soulager l'animal, les attentes et moyens dont disposent les propriétaires, mais aussi les contraintes et intérêts économiques d'e son cabinet vétérinaire et les intérêts de la société dans son ensemble.
Plusieurs études rapportent que les vétérinaires de plusieurs pays témoignent de hauts niveaux de stress. En Finlande, ce stress est plus élevé lorsque la pratique vétérinaire a lieu en milieu urbain ou dans le milieu universitaire.
Les vétérinaires britanniques témoignent de signes d'anxiété et symptômes dépressifs davantage que la population générale. 12 % de vétérinaires répondant à une enquête au Québec ont un diagnostic d'épuisement. Parmi les facteurs cités par les vétérinaires comme stressants au quotidien, figurent ainsi 
Le stigmate social lié aux affections psychiatriques pourrait entraîner certains vétérinaires à ne pas consulter des spécialistes de santé mentale et pourrait constituer un facteur favorisant le suicide.

### Pratique de l'euthanasie et rapport à la mort
La connaissance des médecins vétérinaires en pharmacologie et leur accès à des substances susceptibles d'entraîner la mort comme les barbituriques peuvent également constituer des facteurs facilitant le suicide par empoisonnement. Les vétérinaires à pratique mixte, rurale ou équine ont également un meilleur accès aux armes à feu destinées à euthanasier les grands animaux. La pratique de l'euthanasie dans le cadre de la profession de vétérinaire pourrait également influencer le rapport personnel à la mort, et rendre le passage à l'acte plus surmontable.

### Épidémies
Pendant les épidémies animales notamment rurales, les vétérinaires pourraient être émotionnellement affectés, car il s'agit de la deuxième catégorie de personnes faisant office de soutien moral que rapportent les agriculteurs.

### Traits de personnalité
Les études vétérinaires sont très sélectives et tendent ainsi à sélectionner des personnes au profil perfectionniste, plus sensibles à l'anxiété et à la dépression. Les étudiants américains de cinquième année de médecine vétérinaire présentent déjà des niveaux d'anxiété proches de ceux de sportifs professionnels, et sont marqués par la peur de l'échec. Certains vétérinaires avec des traits psychologiques particuliers sont également plus susceptibles de développer des troubles comme de la détresse psychologique, la dépression et des idées suicidaires.

## Méthodes
L'étude portant sur le suicide parmi les vétérinaires américains rapporte que la majorité des suicides sont commis par arme à feu (45 %) et par médicaments (39 %), cette dernière méthode étant plus employée par les femmes (3,6 fois plus) tandis que les hommes privilégient l'emploi des armes. Moins répandu dans la population générale, l'usage de substances médicamenteuses comme méthode de suicide peut être facilité par l'accès aisé à ces substances en tant que vétérinaire.

## Prévention
Plusieurs initiatives voient le jour pour sensibiliser au mal-être professionnel des médecins vétérinaires et pour préparer les étudiants au monde professionnel.
L'université de médecine vétérinaire de Laval prodigue un cours sur la gestion du stress et des ateliers sur l'aspect pratique et interpersonnel du métier.
En France, l'association Véto-Entraide fondée en 2002 a pour but d'offrir une écoute aux vétérinaires en difficulté,.
L'association Not One More Vet, fondée en 2014 après le suicide du Dr Sophia Yin, a pour but de sensibiliser au suicide et à la santé mentale au sein de la profession vétérinaire et d'apporter du soutien aux professionnels concernés.